# Gobernación de Mahdía
La Gobernación de Mahdía (en árabe:ولاية المهدية) es una de las veinticuatro gobernaciones de Túnez. Está situada en el centro oriental de Túnez. Cubre un área de 2.966 km² y tiene una población de 410.812 habitantes, según el censo de 2014. La capital es Mahdia.

## Delegaciones con población en abril de 2014
- Bou Merdès 33,890
- Chebba 24,515
- Chorbane 25,935
- El Jem 48,611
- Essouassi 50,424
- Hebira 10,654
- Ksour Essef 54,366
- Mahdia 79,545
- Melloulèche 22,085
- Ouled Chamekh 23,020
- Sidi Alouane 37,767

- Datos: Q328164
- Multimedia: Mahdia Governorate / Q328164